# Women's Royal Naval Service

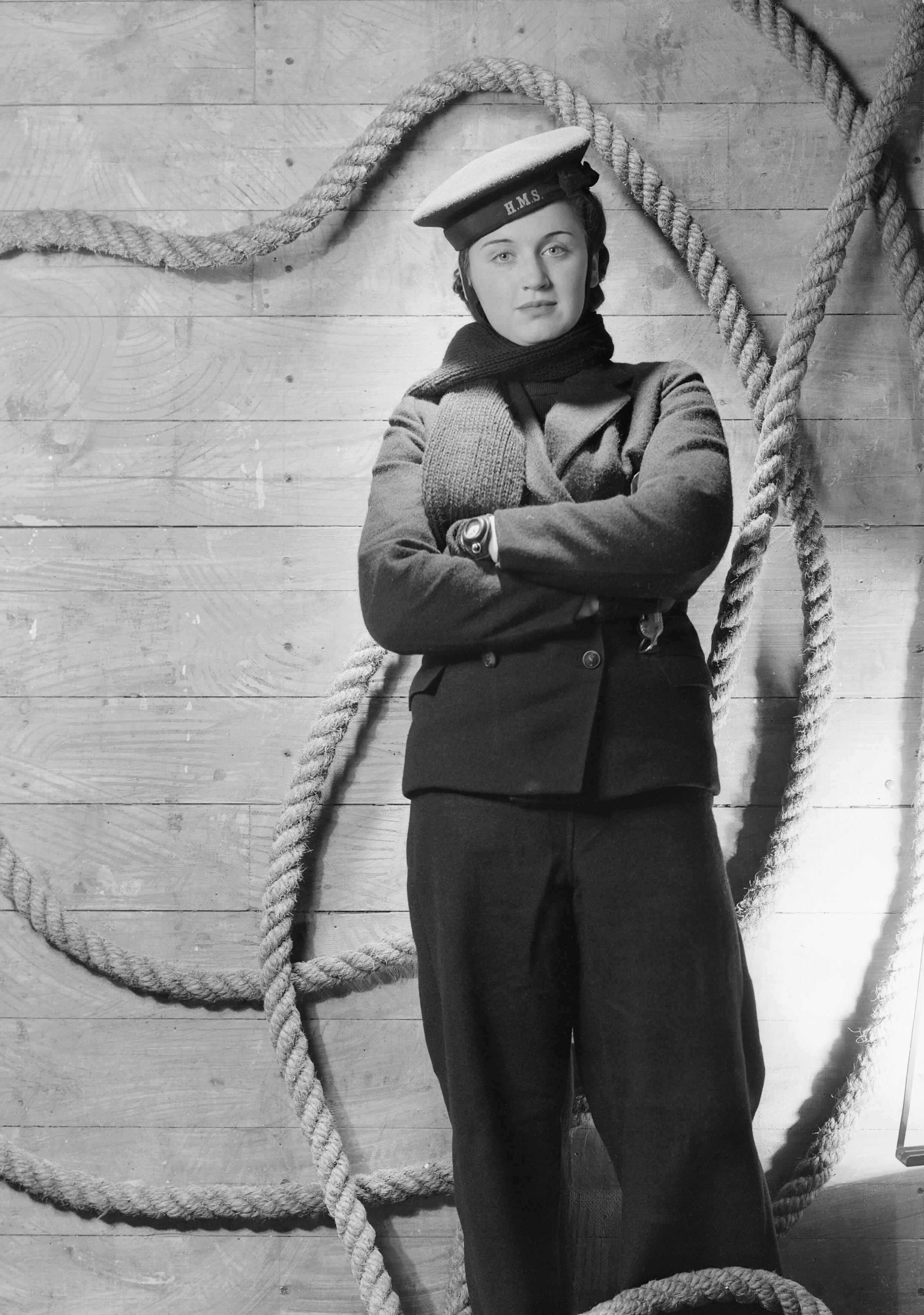
Femme du Women's Royal Naval Service en 1942. Photo de Cecil Beaton.

Le Women's Royal Naval Service (WRNS ; aussi communément appelé Wrens) était la branche féminine de la Royal Navy.
Les membres étaient généralement des cuisinières, des télégraphistes, des radaristes, des analystes des armes, des opératrices de télémètres, des électriciennes et des mécaniciennes. Les membres du WRNS étaient appelées Wrens en jouant, par homophonie, avec le nom donné, en anglais, à une famille de passereaux (WRNS → Wrens).

## Historique

### Première Guerre mondiale
La branche féminine de la Royal Navy est créée en 1917 pendant la Première Guerre mondiale, et compte 5 500 membres et 500 officiers à la fin de la guerre.
Durant la fin de la Grande Guerre, un torpilleur allemand fit de nombreuses victimes en Irlande. Joséphine Carr, membre du WRNS de Cork (Irlande), est victime du torpillage du RMS Leinster (en), le 10 octobre 1918. Elle voyageait à son bord avec deux autres Wrens, de Dublin à Holyhead. Cette jeune femme est la première marinette du Women's Royal Naval Service à périr en service commandé.

### Seconde Guerre mondiale
Démantelé en 1919, le WRNS est réactivé en 1939, au début de la Seconde Guerre mondiale, avec des métiers très variés, dont celui de pilote de transport. Comptant, à son apogée en 1944, environ 75 000 personnes, le service fait état d'une centaine de mortes dans ses rangs, à la fin de la guerre.

### Période d'après-guerre
Le WRNS a continué d'exister après la fin de la guerre. Dans les années 1970, il est devenu évident que l'égalité de rémunération des postes et la nécessité de supprimer la discrimination sexuelle signifiaient que le WRNS et la Royal Navy deviendraient une seule organisation. Le changement clé était que les femmes engagées dans la marine se conformeraient au Naval Discipline Act de 1957. Vonla McBride, qui avait une expérience dans la gestion des ressources humaines, est devenue directrice du WRNS en 1976. Les membres du WRNS sont soumis à la même discipline que les hommes l'année suivante.
En octobre 1990, pendant la guerre du Golfe, le HMS Brilliant transporte officiellement les premières femmes à servir dans un navire de guerre opérationnel. Cette même année, l'officier en chef Pippa Duncan est devenu le premier officier du WRNS à commander un établissement côtier de la Royal Navy,. Le WRNS a finalement été intégré à la Royal Navy en 1993, lorsque les femmes sont autorisées à servir à bord des navires de la Royal Navy en tant que membres à part entière de l'équipage. Les femmes marins sont encore officieusement connues sous les surnoms « wrens » ou « Jennies » (« Jenny Wrens ») en argot naval.
Avant 1993, toutes les femmes de la Royal Navy étaient donc membres du WRNS, à l'exception des infirmières, qui dépendent du Royal Naval Nursing Service de la Reine Alexandra (en) (Queen Alexandra's Royal Naval Nursing Service, ou QARNNS), et des officiers médicaux et dentaires, qui étaient directement affectés à la Royal Navy, détenaient des grades RN, et portait l'uniforme WRNS avec l'insigne d'or RN.

## Rangs et uniforme
Le WRNS avait son propre système de grades, qu'il a conservé jusqu'à sa fusion avec la Royal Navy en 1993.
| Grades 1939–1993           | Grades 1939–1993   | Grades 1939–1993         | Grades 1939–1993                                     | Grades 1939–1993        |                                                 |
| Officiers                  | Classement         | Classement               | Officiers commissionnés                              | Officiers commissionnés | Officiers commissionnés                         |
| Grade WRNS                 | Grade WRNS         | Equivalent grade RN      | Grade WRNS                                           | Grade WRNS              | Equivalent grade RN                             |
| -------------------------- | ------------------ | ------------------------ | ---------------------------------------------------- | ----------------------- | ----------------------------------------------- |
| Assistant Principal        | Ordinary Wren      | Ordinary Seaman (en)     | Third Officer                                        |                         | Sub-Lieutenant (en)                             |
| Deputy Principal           | Wren               | Able Seaman (en)         | Second Officer                                       |                         | Lieutenant                                      |
| Principal                  | Leading Wren       | Leading Seaman (en)      | First Officer                                        |                         | Lieutenant-Commander                            |
| Deputy Divisional Director | Petty Officer Wren | Petty Officer            | Chief Officer                                        |                         | Commander                                       |
| Divisional Director        | Chief Wren         | Chief Petty Officer (en) | Superintendent                                       |                         | Captain                                         |
| Deputy Assistant Director  |                    |                          | Director (until 1951) Commandant (from 1951)         |                         | Rear-Admiral (until 1946) Commodore (from 1946) |
| Assistant Director         |                    |                          | Commandant (until 1951) Chief Commandant (from 1951) |                         | Rear-Admiral                                    |
| Deputy Director            |                    |                          |                                                      |                         |                                                 |
| Director                   |                    |                          |                                                      |                         |                                                 |

Les titres des grades étaient precisés par le métier exercé (en suffixe, par exemple : Leading Wren Cook, Chief Wren Telegraphist).
Les Wrens portaient le même insigne de grade que leurs homologues masculins, en bleu au lieu d'or. Les boucles sur les bandes de grade des officiers étaient en forme de losange au lieu de cercles.
À partir de 1939, l'uniforme Wren consistait en une veste et une jupe à double boutonnage, avec une chemise et une cravate, pour tous les grades (bien qu'un uniforme de travail similaire à celui des hommes puisse également être porté). Les jeunes gradées portaient des chapeaux similaires à ceux de leurs homologues masculins (bien qu'avec un sommet plus incliné). Les officiers mariniers supérieurs (Petty Officer et au-dessus) et les officiers portaient un chapeau tricorne avec une coiffe blanche. Tous les insignes, y compris les marques de casquette et les badges d'unités, étaient bleus.

## Liste desDirectors
- Dame Katharine Furse (en), 1917–1919
- Dame Vera Laughton Mathews (en), 1939–1946
- Dame Jocelyn Woollcombe (en), 1946–1950
- Commandant Dame Mary Lloyd (en), 1950–1954
- Commandant Dame Nancy Robertson (en), 1954–1958
- Commandant Dame Elizabeth Hoyer-Millar (en), 1958–1960
- Commandant Dame Jean Davies (en), 1961–1964
- Commandant Dame Margaret Drummond (en), 1964–1967
- Commandant Dame Marion Kettlewell (en), 1967–1970
- Commandant Daphne Blundell (en), 1970–1973
- Commandant Mary Talbot (en), 1973–1976
- Commandant Vonla McBride (en), 1976–1979
- Commandant Elizabeth Craig-McFeely (en), 1979–1982
- Commandant Patricia Swallow (en), 1982–1985
- Commandant Marjorie Fletcher (en), 1985–1988
- Commandant Anthea Larken (en), 1988–1991
- Commandant Anne Spencer (en), 1991–1993